# 말뚝상사 빌코
말뚝상사 빌코(Sgt. Bilko)는 미국에서 제작된 조나단 린 감독의 1996년 코미디 영화이다. 스티브 마틴 등이 주연으로 출연하였고 브라이언 그레이저 등이 제작에 참여하였다.

## 시놉시스
어니스트 빌코 상사는 미군의 신무기를 개발하는 기지인 포트 백스터의 모터 풀을 책임지는 소대장을 하고 있다. 하지만 빌코 상사는 군인정신은 버리고 자신의 소대장 직위를 이용해서 온갖 비리를 저지르고 있었다. 도박, 암거래, 차량 불법 대여 등 그가 저지른 혐의는 다양하다. 이는 빌코 상사의 직속상관인 홀 대령이 호버 탱크 문제로 인해 매우 바쁘다는 점을 악용해 저지른 것이었다.
하지만 이런 비리로 점철된 빌코 상사의 인생에 먹구름이 끼기 시작했다. 바로 감찰장교인 숀 소령이 빌코 상사의 기록을 조사하기 시작한 것이다.

## 출연

### 주연
- 스티브 마틴 - 어니스트 빌코 상사 역
- 댄 애크로이드 - 존 홀 대령 역
- 필 하트만 - 콜린 숀 소령 역

### 조연
- 글렌 헤들리
- 다릴 밋첼
- 오스틴 펜들튼

## 제작진
- 원조: 냇 하이큰
- 공동제작: 메리 맥라글렌
- 미술: 로렌스 G. 폴
- 의상: 수잔 베커
- 배역: 제인 젠킨스
- 배역: 자넷 허쉔슨

## 한국어 더빙 성우진(KBS, 2002년 2월 11일)
- 양지운 - 빌코 상사 (스티브 마틴)
- 유해무 - 존 홀 대령 (댄 애크로이드)
- 강구한 - 쏜 소령 (필 하트먼)
- 성병숙 - 리타 (대릴 미첼)
- 이봉준
- 한호웅
- 박정민
- 주유랑
- 김승태
- 이원준
- 오길경